# Expedició de Drake de 1587
L'expedició de Drake de 1587 va tenir lloc a la badia de Cadis entre abril i maig de 1587 en el context de la guerra angloespanyola de 1585-1604. El corsari anglès Francis Drake dirigí una expedició militar contra les forces navals que Espanya estava preparant per envair Anglaterra. La major part de la flota fou destruïda i part dels subministraments foren destruïts o capturats. A aquest atac seguiren una sèrie de saquejos per diferents fortaleses de la costa portuguesa i la captura d'un vaixell de la flota d'Índies carregat de riqueses. Els danys causats per la flota anglesa a l'armada espanyola provocaren un endarreriment dels plans espanyols d'envair Anglaterra de més d'un any.

## Context

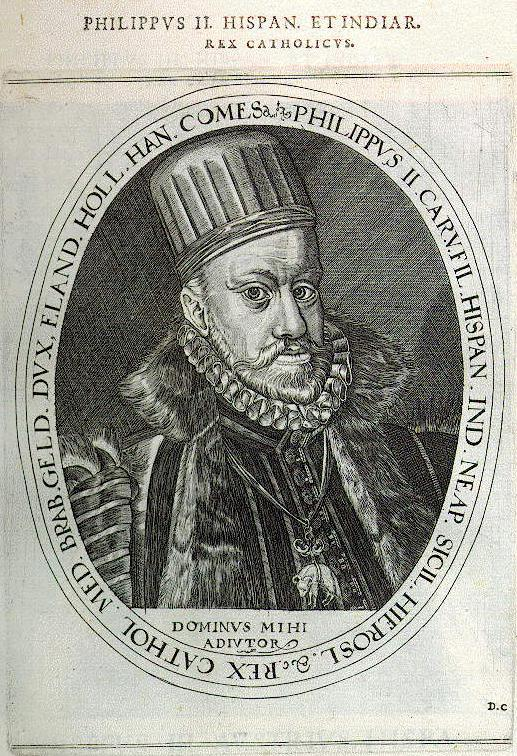
Felip II.

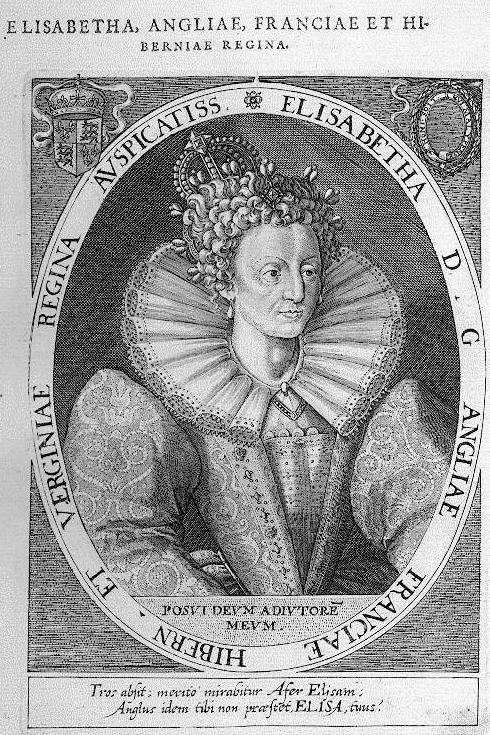
Elisabet I.

Durant la segona meitat del segle xvi una sèrie de circumstàncies econòmiques, polítiques i religioses van tensar les relacions entre Anglaterra i Espanya: el protestantisme anglès s'enfrontava al catolicisme espanyol; Elisabet I d'Anglaterra havia estat excomunicada pel Papa Pius V el 1570 i Felip II de Castella havia firmat el 1584 el tractat de Joinville amb la Santa Lliga de París, amb l'objectiu d'erradicar el protestantisme.
Les constants expedicions dels corsaris anglesos contra els territoris espanyoles a les Índies i contra la Flota d'Índies, que carregada de riqueses alimentava les finances de la metròpoli, suposaven per Espanya una amenaça als seus interessos econòmics. El suport anglès a les Províncies Unides dels Països Baixos, que en aquell temps mantenien contra Espanya la guerra dels vuitanta anys per aconseguir la seva independència de la corona espanyola, quedà plasmat al tractat de Nonsuch de 1585, mitjançant el qual es pactava una aliança militar angloholandesa contra Espanya. El suport anglès a Don Antonio, pretendent al tron portuguès era una altra font de disputes.
El creixent poder de l'Imperi Espanyol, que el 1580 s'havia annexionat l'Imperi Portuguès, estava en constant expansió a Amèrica, i tenia el suport dels Habsburg alemanys i dels prínceps italians, era considerat per Anglaterra una amenaça per a la seva seguretat.
El 1585 la tensió existent entre ambdós països desembocà en la guerra angloespanyola de 1585 a 1604. Felip II ordenà armar una gran flota militar; l'Armada Invencible, com seria coneguda aquella flota, i aquesta s'estava formant ràpidament als ports de Cadis i Lisboa amb l'objectiu d'envair Anglaterra.

## L'expedició

### Preparatius

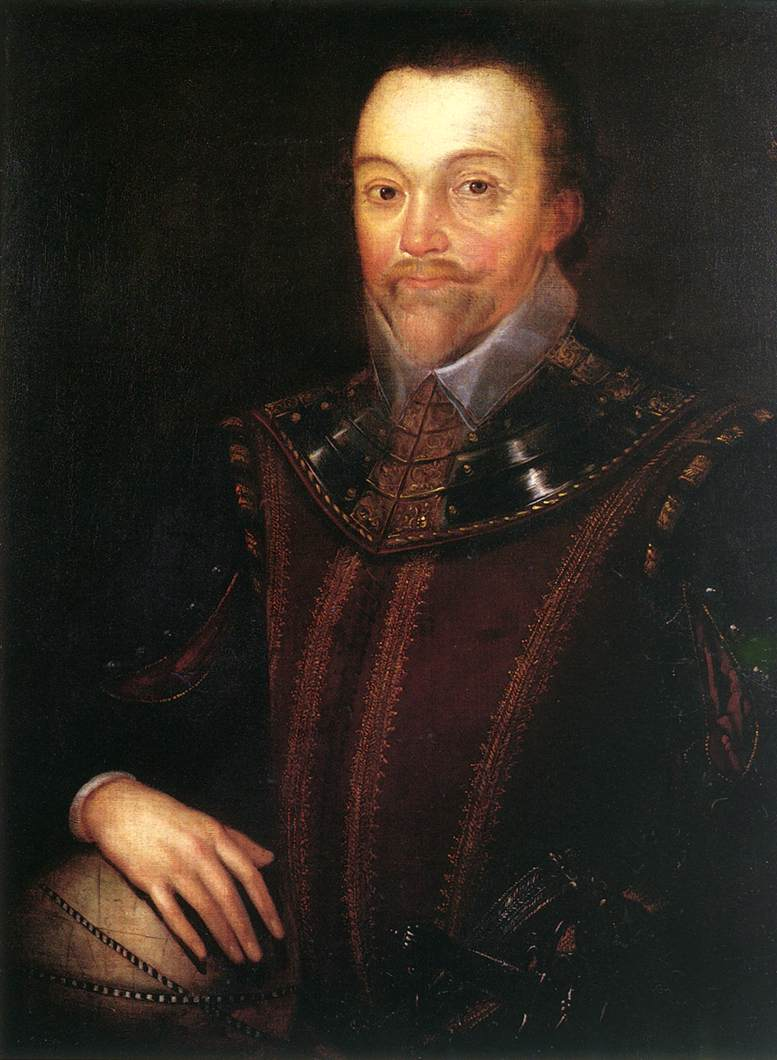
Sir Francis Drake.

Elisabet I encarregà a Sir Francis Drake, corsari anglès destacat en anteriors expedicions navals, el comandament d'una flota que tindria la missió d'inspeccionar els preparatius militars espanyols, interceptar els seus subministraments, atacar la flota i si fos possible els ports espanyols.
Per aquesta finalitat la reina posà a disposició de Drake quatre galions de la Royal Navy: l'Elizabeth Bonaventure, amb el mateix Drake al comandament; el Golden Lion, capitanejat per William Burroughs; el Rainbow sota el capità Bellingham; i el Dreadnought a mans del capità Thomas Fenner. Una vintena de vaixells més, vaixells mercants i pinasses armats, s'uniren a aquests en l'expedició. Les despeses d'aquests vaixells foren pagades per un grup de comerciants de Londres, que participarien dels beneficis en la mateixa proporció en què haguessin fet les seves aportacions a la flota; la reina Elisabet, com a propietària de les quatre naus de la Royal Navy, rebria el 50% dels beneficis.
El 12 d'abril de 1587 la flota anglesa salpà de Plymouth. Set dies després la reina envià a Drake una contraordre en què disposava que no s'havia de tenir cap mena d'hostilitat contra la flota o els ports espanyols. Aquesta missiva mai arribà a mans de Drake perquè el vaixell que havia d'entregar-la, forçat per vents contraris, hagué de tornar a port sense atrapar-lo.

### Atac a Cadis
A l'alçada de Galícia la flota quedà dispersada per una tempesta que durà set dies, durant la qual una de les pinasses s'enfonsà. Una vegada reagrupada la flota es trobaren amb dues naus holandeses de Middelburg (Zelanda), que els informaren que a Cadis hi havia una gran flota espanyola de guerra llesta per salpar cap a Lisboa.
El capvespre del 29 d'abril la flota anglesa entrà a la badia de Cadis. En aquell moment hi havia 60 carraques al port i diversos vaixells més petits. Posteriorment es revelà la presència d'una vintena de naus franceses i altres embarcacions més petites buscant refugi a Puerto Real i el Puerto de Santa María, viles protegides per bancs de sorra que els grans vaixells no podien travessar.
Juan de Vega, corregidor de Cadis, envià un avís a Alonso Pérez de Guzmán, duc de Medina-Sidonia, el qual arribà des de Sanlúcar aquella mateixa nit per fer-se càrrec de la defensa de la ciutat.
Els galions espanyols, que en absència de l'Adelantado Major de Castella estaven sota el comandament de Pedro Bravo de Acuña, sortiren a l'encontre de la flota anglesa, havent de retirar-se cap a Cadis davant la superioritat anglesa. Les tropes de terra obriren foc d'artilleria des de la costa contra la flota anglesa amb poc èxit, però sí que aconseguiren refusar un intent de desembarcament amb llanxes al Puntal.
Durant la nit del 29 i tot el dia i la nit següents prosseguiren els combats a la badia. En fer-se de dia l'1 de maig els anglesos es retiraren, havent destruït entre 23 i 33 naus espanyoles, sumant entre totes un pes de 10.000 tones, a més d'haver capturat unes altres quatre naus plenes de provisions.

### Portugal
Després de sortir de Cadis la flota de Drake seguí la costa sud-oest d'Espanya i Portugal, destruint totes les naus que trobaren al seu pas, inclosos els vaixells pesquers. El 14 de maig desembarcaren 1.000 homes a Lagos, a l'Algarve, i assaltaren les fortaleses de Sagres, La Valiera, Boliche i cap de São Vicente.

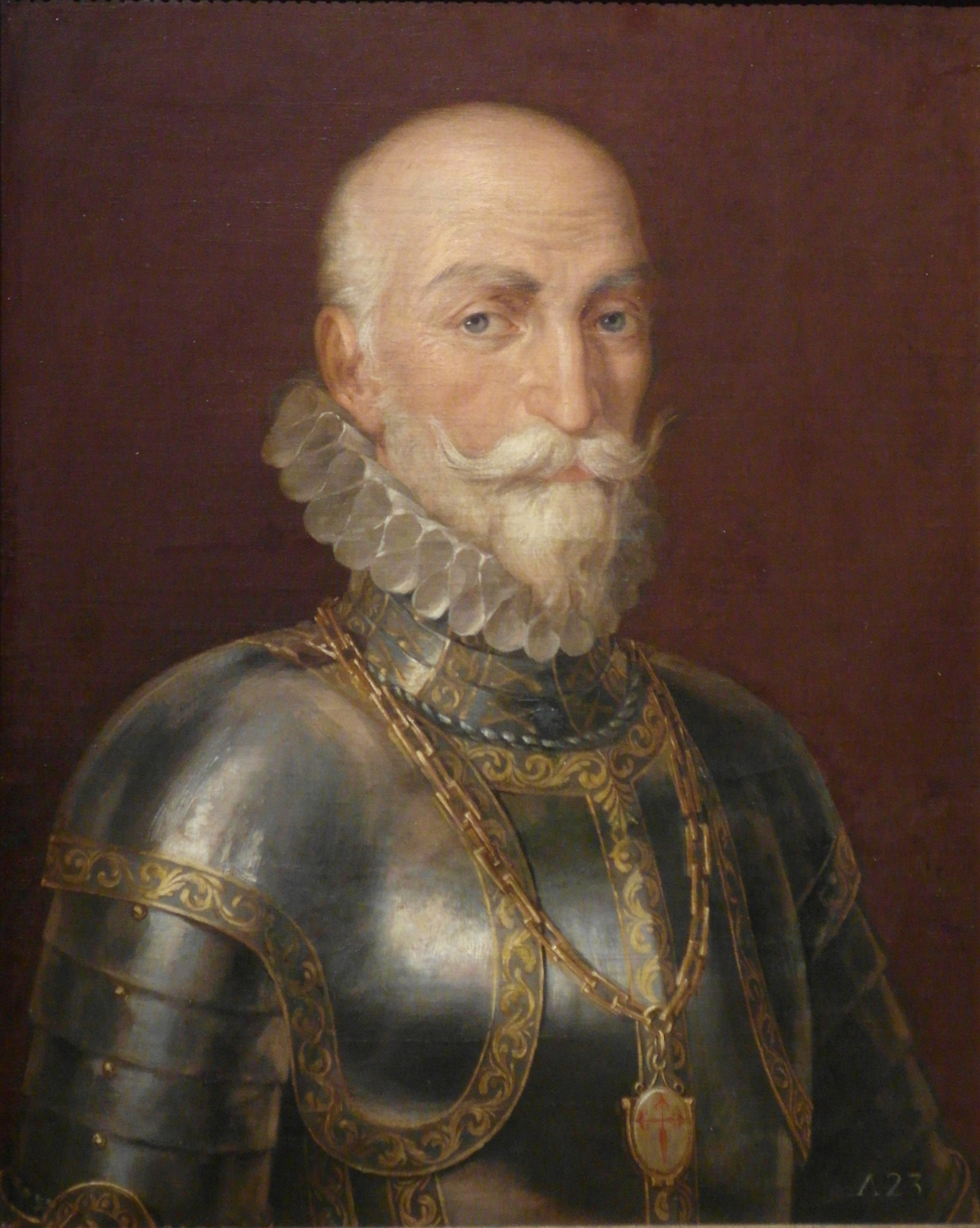
Álvaro de Bazán y Guzmán.

D'allà es dirigí cap a Lisboa, on el marqués de Santa Cruz, Álvaro de Bazán y Guzmán estava supervisant la preparació de la flota que havia d'unir-se a la de Cadis per envair Anglaterra. La flota anglesa s'aturà a Cascais, des d'on proposaren a Álvaro de Bazán un intercanvi de presoners, davant la qual cosa aquest negà tenir cap súbdit anglès en el seu poder ni estar preparant cap acció contra Anglaterra. Tant Drake com Bazán refusaren entrar en combat, limitant-se a un intercanvi de foc d'artilleria entre la flota anglesa i les forces hispano-portugueses de terra, que no produí baixes. Drake ordenà hissar àncores, marxant novament cap a Sagres, on la tropa anglesa s'abastí d'aigua, mantenint alguns enfrontaments amb les caravel·les espanyoles que havien sortit en la seva persecució des de Cadis. El 2 de juny els ferits i malalts anglesos foren evacuats a Anglaterra. Aquella mateixa nit s'inicià una tempesta que els va impedir la navegació durant tres dies.
La decisió de desembarcar a l'Algarve, considerada innecessària i perillosa pel segon al comandament, el capità William Burroughs, i els plans de Drake de navegar cap a l'illa Terceira, portaren a Burroughs a discutir les ordres de Drake, cosa que impulsà a aquest a rellevar Burroughs del comandament i arrestar-lo. Burroughs seria enviat de tornada a Anglaterra, quedant Drake amb sols nou naus.

### A les Açores
El 8 de juny la flota de Drake veié a 20 llegües de l'illa de São Miguel la carraca portuguesa São Filipe, que procedent de l'Índia venia carregada de riqueses, i després d'un breu intercanvi de foc fou capturada (aquesta seria la primera nau capturada en el camí de tornada de les Índies). Després d'apoderar-se de la São Filipe i l'enorme fortuna que duia en or, espècies i seda, estimada en 108.000 lliures (de les que el 10% foren pel mateix Drake), la flota anglesa tornà cap a Anglaterra, on arribaren el 6 de juliol.

## Conseqüències
L'expedició liderada per Francis Drake fou un èxit militar rotund: més de 100 embarcacions espanyoles de diferents tonatges foren destruïdes o capturades en el decurs de l'expedició. Les pèrdues econòmiques i materials causades entre la flota espanyola per l'atac anglès provocaren que els plans espanyols d'envair Anglaterra haguessin de ser posposats més d'un any. No seria fins a l'agost de 1588 quan l'Armada Invencible estigués preparada per marxar cap a les illes britàniques.
Els documents confiscats pels anglesos en la captura de la São Filipe, on es detallava el tràfic marítim amb les Índies Orientals i els beneficis que donava el comerç a la zona, servirien anys després com a base per a la fundació de la Companyia Britànica de les Índies Orientals.